# Booderee National Park
Booderee National Park är en nationalpark i Australien. Den ligger i Jervis Bay Territory, i den sydöstra delen av landet, 150 km öster om huvudstaden Canberra.